# Ancistrus hoplogenys
Az Ancistrus hoplogenys a sugarasúszójú halak (Actinopterygii) osztályának harcsaalakúak (Siluriformes) rendjébe, ezen belül a tepsifejűharcsa-félék (Loricariidae) családjába tartozó faj.

## Előfordulása
Az Ancistrus hoplogenys Dél-Amerikában fordul elő. Az Amazonas, az Essequibo és a Paraguay folyók medencéiben található meg. Újabban Suriname területén is észlelték.

## Megjelenése
Ez a tepsifejűharcsa-faj elérheti a 15,8 centiméter hosszúságot.

## Életmódja
Trópusi és édesvízi halfaj, amely a 25-28 °C hőmérsékletű vizeket kedveli. A víz pH értéke 6-7 között kell, hogy legyen. Mint a többi algaevő harcsafaj, a víz fenekén él és keresi meg a táplálékát.